# Stara Gąska
Stara Gąska – wieś w Polsce, położona w województwie lubelskim, w powiecie łukowskim, w gminie Stanin.
| SIMC    | Nazwa   | Rodzaj    |
| ------- | ------- | --------- |
| 0689740 | Gąsówka | część wsi |

W latach 1975–1998 miejscowość administracyjnie należała do województwa siedleckiego.
Wieś stanowi sołectwo w gminie Stanin. Według Narodowego Spisu Powszechnego z roku 2011 wieś liczyła 159 mieszkańców.
Wierni Kościoła rzymskokatolickiego należą do parafii św. Anny w Jeleńcu.